# Megacerus maculiventris
Megacerus maculiventris är en skalbaggsart som först beskrevs av Fahraeus 1839.  Megacerus maculiventris ingår i släktet Megacerus och familjen bladbaggar. Inga underarter finns listade i Catalogue of Life.